# Kozakkenveer (schip, 2001)
De Kozakkenveer, die de diensten onderhoudt voor de gelijknamige voet-fietsveer, is een voormalige Belgische garnalenkotter. Het veer steekt in de zomermaanden bij kilometerraai 962 de IJssel bij Veessen over richting Fortmond. Twaalf mensen al dan niet met fietsen is het maximum dat per overtocht kan worden vervoerd. Omdat de aanlegplaatsen aan de oevers een paar honderd meter uit elkaar liggen moet een stukje van de rivier in lengterichting worden gevaren, wat veel toeristen een extra ervaring biedt.
Passage kan verzocht worden door middel van het luiden van een bel op een van de oevers. Het tarief was kort na de oorlog ongeveer een stuiver, met fiets erbij 1 cent extra. Tegenwoordig kost het veerkaartje een euro. Tegen dat tarief werden in 2015 ruim 22.000 passagiers overgezet, een record. Daar was een mooie zomer voor nodig, want het weer speelt voor de hoeveelheid recreanten die overgezet willen worden een cruciale rol. Op een topdag zet de pont zo'n 550 mensen over.

## Geschiedenis
Al uit 1379 is er een vermelding van de aanwezigheid van een veerschip alhier. Dat was een voetveer, dat in later jaren werd vervangen door een roeiboot die ook fietsen kon meenemen. In de tijd van de steenfabriek Fortmond een boot die zo'n 20 personen met fiets over kon zetten vanaf de Gelderse zijde van de rivier. Na de Tweede Wereldoorlog werd de boot gemotoriseerd. Vanwege de sluiting van de steenfabriek werd het voet-fietsveer eind jaren 1970 opgeheven.
De naam van de veerpont is een verwijzing naar de oversteek die kozakken hier in 1813 over de rivier maakten. Ze achtervolgden het Franse leger bij zijn terugtocht uit Europa naar Frankrijk. De dam vanaf de westelijke IJsseldijk door de uiterwaarden naar de rivier heet in de volksmond de Kozakkendam.
Sinds 10 september 2005 wordt met de huidige boot gevaren en de veerdienst wordt tegenwoordig met 40 tot 45 vrijwilligers uitgevoerd. De bemanning bestaat uit een schipper en iemand die kaartjes verkoopt en helpt bij vertrek en aankomst.